# Josef Pernica
Josef Pernica (* 30. dubna 1941 Šošůvka) je bývalý český a československý komunistický politik, na konci normalizace primátor Brna, po sametové revoluci poslanec Sněmovny národů Federálního shromáždění za KSČ, pak za KSČM.

## Biografie
V roce 1958 se vyučil na frekvenčního mechanika v podniku Tesla Brno. Od roku 1960 byl členem KSČ. V roce 1965 dokončil studium slaboproudé průmyslovky a v roce 1976 absolvoval Vysokou školu ekonomickou. V období let 1984–1989 zastával post generálního ředitele koncernu Tesla, měřící a laboratorní přístroje.
Od února 1989 do března 1990 byl posledním komunistickým brněnským primátorem. Ve funkci řešil vyjednávání s nastupující mocí aktivistů Občanského fóra. Už před 17. listopadem spouštěl v Brně opatrné reformy. V září podepsal dohodu o partnerství se západoněmeckým Stuttgartem (šlo o první případ spolupráce mezi českými městy a protějšky ze Západu). Zúčastnil se rovněž jednání s opozičními aktivitami ve Vysokoškolském klubu. Po sametové revoluci se mimo jiné okolo otázky jeho setrvání ve funkci odehrávaly spory v Občanském fóru mezi Petrem Cibulkou a Jaroslavem Šabatou. V březnu 1990 z postu primátora odstoupil.
Ve volbách roku 1990 zasedl do české části Sněmovny národů Federálního shromáždění (volební obvod Jihomoravský kraj) za KSČ (KSČS), která v té době byla volným svazkem obou republikových komunistických stran. Po jejím postupném rozvolňování se rozpadla na samostatnou stranu na Slovensku a v českých zemích. V roce 1991 proto Pernica přešel do poslaneckého klubu KSČM. Ve Federálním shromáždění setrval do voleb roku 1992.
Po odchodu z parlamentu založil s přáteli v Brně tiskárnu Polygra a také firmu Apos v Blansku. V roce 2006 odešel z řídících orgánů firem a jako penzista působí jako konzultant.